# Асансол
Асансол (енгл. आसनसोल) је град у Индији у савезној држави Западни Бенгал. По подацима из 2001. године у граду је живело 486.304 становника. 